# Kławdija Afanasjewa
Kławdija Jurjewna Afanasjewa (ros. Клавдия Юрьевна Афанасьева; ur. 15 stycznia 1996) – rosyjska lekkoatletka specjalizująca się w chodzie sportowym. 
Piąta zawodniczka mistrzostw świata juniorów młodszych w Doniecku (2013). W 2015 została mistrzynią Europy juniorów w chodzie na 10 000 metrów.
Startując pod flagą European Athletics, zdobyła w 2017 złoto młodzieżowych mistrzostw Europy.
Rekordy życiowe: chód na 20 kilometrów – 1:27:57 (27 lutego 2016, Soczi); chód na 35 kilometrów – 2:37:11 (20 maja 2023, Sarańsk) najlepszy wynik w historii; chód na 50 kilometrów – 3:57:08 (15 czerwca 2019, Czeboksary) do września 2020 najlepszy wynik w historii.

## Osiągnięcia
| Rok  | Impreza                               | Miejsce    | Konkurencja              | Pozycja    | Wynik    | Reprezentacja |
| ---- | ------------------------------------- | ---------- | ------------------------ | ---------- | -------- | ------------- |
| 2013 | Mistrzostwa świata juniorów młodszych | Donieck    | chód na 5000 m           | 5. miejsce | 23:33,24 | RUS           |
| 2014 | Puchar świata w chodzie sportowym     | Taicang    | chód na 10 km (juniorek) | 6. miejsce | 45:59    | RUS           |
| 2015 | Puchar Europy w chodzie sportowym     | Murcja     | chód na 10 km (juniorek) | 1. miejsce | 45:55    | RUS           |
| 2015 | Mistrzostwa Europy juniorów           | Eskilstuna | chód na 10 000 m         | 1. miejsce | 43:36,88 | RUS           |
| 2017 | Młodzieżowe mistrzostwa Europy        | Bydgoszcz  | chód na 20 km            | 1. miejsce | 1:31:15  | ANA           |
| 2017 | Mistrzostwa świata                    | Londyn     | chód na 20 km            | –          | DQ       | ANA           |